# Elfin'
elfin'（日语：／ Erufin），是由美優、花房里枝、小倉舞子、厚地彩花組成的美聲女子組合。

## 概要
elfin'是製作公司「Oscar Promotion」和日本最大的配音經紀公司「青二Production」聯手發掘「容貌」和「聲音」都具有「美」的次世代新女主角在「全日本美聲大賽」中，從14,434名報名者中選出的大獎賽和半大獎賽優勝者所組成的美聲女子組合。
2015年8月5日，她們以PONY CANYON的單曲《Colorful Fantasy》首次亮相。
該單位的名稱源自於單字「elfin'」，意思是「仙女、俏皮、精緻」，它的名字帶有撇號，象徵著創造運動和奇蹟的願望。以「美麗、優雅、夢幻」為理念，活躍於藝人、配音員、藝人、演員、模特兒等多個領域。
2017年6月，她們將廠牌改為EXIT TUNES，並發行了第2張單曲《Luna†Requiem ～月虹之宴～》，但希水汐於同年9月30日畢業。此後，elfin'轉向二重唱的組合。
2018年1月17日，elfin'的第3張單曲發行。同年2月起，小倉舞子和厚地彩花作為新成員候選人加入。同年8月29日正式加入該團體，成為4人團體。同年11月7日，elfin'的第4張單曲發行，這是她們的第1張4人組合單曲。
2019年5月，第5張單曲發行之後，她們離開了EXIT TUNES，回到了老東家PONY CANYON。2020年1月15日，第6張單曲發行，這是她們的更換廠牌後的的第1張單曲。專輯《Believer’s Disco》於隔年2021年3月發行。

## 成員

### 現在成員
- 美優（日语：／ Tsuji Miyū）（2015年4月—）

1996年7月6日出生，出身於東京都。暱稱：。身高165cm。形象顏色：綠色。領隊。
- 花房里枝（日语：／ Hanafusa Rie）（2015年4月—）

1996年4月28日出生，出身於東京都。暱稱：。身高163cm。形象顏色：青色。
- 小倉舞子（日语：／ Ogura Maiko）（2018年8月—）

1998年6月3日出生，出身於東京都。暱稱：。身高164cm。
- 厚地彩花（日语：／ Atsuchi Ayaka）（2018年8月—）

1994年2月2日出生，出身於長崎縣。暱稱：。身高161cm。

### 前成員
- 高橋美衣（現：希水汐，2015年4月—2017年9月）

1998年3月28日出生，出身於東京都。暱稱：。身高156cm。形象顏色：紅色。

## 音樂作品

### 單曲
| 枚數 | 發行日期      | 單曲名稱（日文原名）          | 出版商      | 規格編號                        | 規格編號                        |
| 枚數 | 發行日期      | 單曲名稱（日文原名）          | 出版商      | 初回限定盤                      | 通常盤                          |
| ---- | ------------- | ----------------------------- | ----------- | ------------------------------- | ------------------------------- |
| 1st  | 2015年8月5日  | Colorful Fantasy              | PONY CANYON | PCCA-04245（A） PCCA-04246（B） | PCCA-04247                      |
| 2nd  | 2017年6月21日 | Luna†Requiem ～月虹之宴～（Luna†Requiem ～月虹の宴～） | EXIT TUNES  | QWCE-00640                      | QWCE-00641                      |
| 3rd  | 2018年1月17日 |                               | EXIT TUNES  | QWCE-00666                      | QWCE-00667                      |
| 4th  | 2018年11月7日 |                               | EXIT TUNES  | QWCE-00688                      | QWCE-00689                      |
| 5th  | 2019年5月22日 |                               | EXIT TUNES  | QWCE-00734                      | QWCE-00735                      |
| 6th  | 2020年1月15日 |                               | PONY CANYON | 不適用                          | PCCA-04872（A） PCCA-04873（B） |

### 專輯
| 枚數 | 發行日期      | 專輯名稱（日文原名） | 出版商      | 規格編號   |
| ---- | ------------- | -------------------- | ----------- | ---------- |
| 1st  | 2021年3月17日 | Believer’s Disco     | PONY CANYON | PCCA-04990 |

### 影像
- Beauty Voice Theater vol.3—DVD

### 商業搭配
| 樂曲                      | 商業搭配                                | 年份       |
| ------------------------- | --------------------------------------- | ---------- |
| Colorful Fantasy          | NHK教育電視動畫《你考古嗎？》片頭主題曲 | 2015年4月  |
|                           | NHK教育電視動畫《你考古嗎？》片尾主題曲 | 2015年4月  |
| Luna†Requiem ～月虹之宴～ | PC瀏覽器遊戲《》形象歌曲                | 2016年11月 |

## 演出
有關「美優」、「花房里枝」、「高橋美衣」、「厚地彩花」的個人演出信息，請參閱項目部分。
※2017年10月之後演出的只有辻美優、花房里枝。2018年之後厚地彩花、小倉舞子加入。

### 電視劇
- NHK週六連續劇（日语：土曜ドラマ (NHK)）「小荳荳電視台」第3話客串（SPARX三人組）
- FACE -網路犯罪特搜班-（日语：フェイス -サイバー犯罪特捜班-） 第3話（2017年7月25日，Amazon Prime Video，看護師／辻美優、二宮里美／花房里枝）

### 電影
- （2019年9月21日公開，清水明日香／辻美優、西川瞳／花房里枝）

### 廣告
- 長野縣立大學（花房里枝）

### 配音員、外語配音
電視動畫
- 超時空要塞Δ（2017年4月，TOKYO MX／BS11 等台，尼娜·奧布萊恩／辻美優）
- 你考古嗎？ 告訴我莫里斯！（2016年—2017年，NHK教育，飾 本人）
- 國王遊戲 The Animation（2017年10月，AT-X／TOKYO MX／BS11 等台，石井里美／辻美優、宅見七海／花房里枝）

電影動畫
- 你的名字。（2016年8月，櫻／辻美優）
- 歡樂好聲音（2017年3月，性感兔子3人組成員／辻美優）

遊戲
- 魔女之泉3 Re: Fine（2020年12月，盧卡斯、艾琳／厚地彩花[6]）
- 東方彈幕神樂（2021年，赤蠻奇／厚地彩花[7]）

### 舞台
- 忍法浪漫劍劇 百花百狼 ～戰國忍法帖～ 月下丸之章（2018年12月13日—16日，全勞濟大廳，三雲伽羅／辻美優、上野槐／花房里枝）
- 劇團祖雲娘
  - （2019年4月25日—29日，東京藝術劇場西劇院，辻美優、花房里枝）
  - （2018年，花房里枝）
  - （2018年，花房里枝）
- （2019年，花房里枝）
- （2020年，辻美優、花房里枝）
- 音樂劇（2020年，花房里枝）
- （2020年，花房里枝）
- 音樂劇「Cross Friends」（2021年，花房里枝）
- 音樂劇（2021年，花房里枝）

### 綜藝節目
- 東京電視台「歸來的animeteleto情報局4（日语：Re:あにてれ情報局）」（美優）
- 日本電視台＃4、5（辻美優）

### 廣播節目
※記號表示網路廣播。
- 美優、花房里枝、高橋美衣的美聲女子學園♪ 放學後廣播社（日语：辻美優、花房里枝、高橋美衣の美声女学園♪ 放課後ラジオ部）（2014年—2016年，文化放送）
- All Night-NIPPONi ～elfin'的美聲放送局～ （页面存档备份，存于）（2017年—，日本放送）※[8]
- OkuMai&住（日语：住正徳）的流行文化（2021年—，bayfm／小倉舞子）

### 網路節目
- elfin'的美聲女子HOME ROOM♪ SHOWROOM（2014年—2015年，DeNA）每週二20時00分～
- 天籟精靈（bilibili）每週四18時00分～
- PONYCAN！偶像俱樂部（日语：ぽにきゃん!アイドル倶楽部）（隔週一18時30分～）嘉賓演出
- 「超！Animedia」連載漫畫單元「Strawberry Dream」（辻美優）
- 訊息應用程式dear.官方大使

## 外部連結
- elfin' 公式官網（日語）
- elfin'Staff的X（前Twitter） （日語）
- elfin'官方的Facebook專頁 （日語）
- （日語）—elfin'官方部落格。
- （日語）
- elfin' bilibili 天籁精灵 日本美少女声优 （页面存档备份，存于） （简体中文）
- YouTube上的Oscar Promotion官方頻道 （日語）

成員
- 美優的X（前Twitter） （日語）
- （日語）—辻美優的be amie官方部落格。
- 花房里枝的X（前Twitter） （日語）
- 花房里枝的Instagram帳戶 （日語）
- （日語）—花房里枝的be amie官方部落格。
- 小倉舞子的X（前Twitter） （日語）
- 厚地彩花的X（前Twitter） （日語）